# Comté de Musselshell
Le comté de Musselshell est un des 56 comtés de l’État du Montana, aux États-Unis. En 2010, la population était de 4 538 habitants. Son siège est Roundup.

## Géolocalisation
| Comté de Fergus        | Comté de Petroleum   |                  |
| Comté de Golden Valley | Comté de Musselshell | Comté de Rosebud |
|                        | Comté de Yellowstone |                  |

## Principales villes
- Melstone
- Roundup